# WWF No Holds Barred: The Match/The Movie
No Holds Barred: The Match/The Movie – gala pay-per-view, która została wyprodukowana przez World Wrestling Federation (WWF), a została pokazana w systemie PPV w dniu 27 grudnia 1989. Program składał się z filmem (o tym samym tytule) w całość, gdzie mecze były nagrywane na Wrestling Challenge 12 grudnia w Nashville, Tennessee. Jest to obecnie jedno z niewielkiej garstki gal pay-per-view WWE, które nie jest dostępne na WWE Network.

## Przygotowania
Motywem przewodnim walki wieczoru była rywalizacja pomiędzy Hoganem i Listerem — odgrywającym charakter "Zeusa" — w osobnych tag teamach. Hogan połączył siły z jego długoletnim przyjacielem Brutusem Beefcakiem, zaś heelowa drużyna składała się z Zeusa i Randy’ego Savage’a. Ta czwórka brała udział w przeplatających się między sobą rywalizacjach już w połowie roku. Zeus pokazywał się na galach WWF i wygłaszał proma mówiąc, że on, a nie Hogan, powinien być największą gwiazdą w No Holds Barred. W międzyczasie, kiedy to Hogan i Savage feudowali o WWF World Championship, Beefcake rozpoczął rywalizację z Savage’em, po tym jak Beefcake znieważył menadżerkę Savage’a, Sensational Sherri podczas tapingów TV. Na SummerSlam 1989, Hogan i Beefcake pokonali Savage’a i Zeusa, a przez kolejne miesiące rywalizacja jeszcze bardziej się zaostrzała, gdyż Zeus zaczął pojawiać się z Tedem DiBiase jako podbudowa do Survivor Series 1989.
Rywalizacja pomiędzy Hoganem-Beefcakiem a Savage’em-Zeusem była kontynuowana po Survivor Series, co doprowadziło do "No Holds Barred: The Movie/The Match".

## Rezultaty
| Nr                                                                                    | Wyniki                                                                                                   | Stypulacje                                        | Czas  |
| ------------------------------------------------------------------------------------- | --- | ------------------------------------------------- | ----- |
| 1D                                                                                    | Dusty Rhodes pokonał Big Boss Mana                                                                       | Singles match                                     | 9:23  |
| 2D                                                                                    | The Ultimate Warrior (c) pokonał Dino Bravo                                                              | Singles match o WWF Intercontinental Championship | 13:45 |
| 3D                                                                                    | The Colossal Connection (André the Giant i Haku) pokonali Demolition (Axa i Smasha) (c) przez wyliczenie | Tag Team match o WWF Tag Team Championship        | 10:02 |
| 4D                                                                                    | Mr. Perfect pokonał Rona Garvina                                                                         | Singles match                                     | 8:24  |
| 5                                                                                     | Hulk Hogan i Brutus Beefcake pokonali Randy’ego Savage’a i Zeusa (w/ Sensational Sherri)                 | Steel cage Tag team match                         | 9:27  |
| (c) – mistrz/mistrzyni przed walkąD – walka była dark matchem (nietransmitowana w TV) | |                                                   |       |

## Rezultat walki
Mecz pomiędzy Hoganem/Beefcakiem oraz Savage’em/Zeusem był częścią nagrań WWF Wrestling Challenge. Tym razem zamiast brania udziału w walkach przez wrestlerów-midcarderów, dark matchami były walki "The American Dream" Dusty’ego Rhodesa z Big Boss Manem, WWF Intecontinental Championa The Ultimate Warriora z Dino Bravo, starcie tag-teamowe The Colossal Connection (André the Giant i Haku) z WWF Tag Team Championami Demolition (zakończone przez wyliczenie), a także walka Mr. Perfecta z Ronem Garvinem.
Hulk Hogan i Brutus Beefcake pokonali Randy’ego Savage’a i Zeusa w 9:27 minut w Steel Cage matchu. W porównaniu do tradycyjnych zasad tag-teamowych w steel cage matchu – obaj członkowie drużyny musieli opuścić klatkę wychodząc z niej, mecz mógł zakończyć się również przez przypięcie.
Po wymianie przewag, wszyscy czterej członkowie byli znokautowani po tym jak Hogan wymierzył suplex na Zeusie, a Beefcake i Savage uderzali nawzajem swoimi głowami o stalową strukturę klatki. Sensational Sherri (menadżerka drużyny Savage’a/Zeusa) przekazała łańcuch Savage'owi, który próbował zaatakować Beefcake’a fist dropem ze szczytu klatki, lecz Beefcake przytomnie uniknął ciosu i znokautował Savage’a na macie, a następnie uciekł z klatki; Savage'owi później również udało się wyjść z klatki, pozostawiając Hogana i Zeusa samych.
W międzyczasie, Hogan rozpoczął atak na Zeusie, wymierzając mu następnie trzy leg dropy i przypinając go w ringu, zdobywając zwycięstwo dla drużyny Hogan/Beefcake.

## Wydarzenia po gali
Była to ostatnia walka Zeusa w WWF, kiedy to Lister opuścił federację krótko po gali. W międzyczasie Savage kontynuował próby zdobycia WWF Championship od Hogana.
Pomimo nie emitowania dark matchów w TV, dzień później Colossal Connection zdobyło tytuły WWF Tag Team Championship od Demolition, podczas gdy Dino Bravo kontynuował rywalizację z Ultimate Warriorem o Intercontinental Championship.